# رينولد مارتن
رينولد مارتن (بالإنجليزية: Reinhold Martin)‏ هو مهندس معماري أمريكي، ولد في 1964.